# 1666 en philosophie
Chronologie de la philosophie
- 1662
- 1663
- 1664
- 1665
- 1666
- 1667
- 1668
- 1669
- 1670

L’année 1666 a été marquée, en philosophie, par les événements suivants :

## Publications
- Géraud de Cordemoy : 
  - Traité de l'esprit de l'homme et de ses facultez et fonctions, et de son union avec le corps. Suivant les principes de René Descartes (1666).
  - Le discernement du corps et de l'âme, en six discours, pour servir à l'éclaircissement de la physique (1666). Texte en ligne

- Claude Frassen :  
  - Conduite spirituelle pour une personne qui veut vivre saintement, A Paris, chez Edme Couterot 1666[1]
  - La regle du tiers-ordre de la penitence. Institué par le séraphique patriarche S. François, pour les personnes seculieres de l'un & l'autre sexe, qui desirent vivre religieusement dans le monde. Traduite & expliquée de nouveau par le R. P. Claude Frassen, A Paris, chez Edme Couterot 1666[2]

- La Dissertatio de arte combinatoria (latin pour : « Dissertation sur l'art combinatoire »), ou plus simplement De arte combinatoria (« De l'art combinatoire ») est un ouvrage de jeunesse du philosophe et savant polymathe allemand Gottfried Wilhelm Leibniz publié en 1666 à Leipzig[3]. C'est une version étendue de sa thèse de doctorat, rédigée avant que l'auteur ne commence véritablement ses études de mathématiques[4].

- Thomas Hobbes : A Dialogue between a Philosopher and a Student of the Common Laws of England (1666), édition critique par J. Cropsey, Chicago et Londres, University of Chicago Press, 1971
  - Dialogue entre un philosophe et un légiste des Common Laws d’Angleterre, introduction, traduction et notes par L. et P. Carrive, Œuvres traduites, Tome X. Paris, Vrin, 1990.
  - An Historical Narration concerning Heresy, and the Punishment thereof, (1666), EW IV 385-408.
    - Relation historique touchant l’hérésie et son châtiment, introduction, traduction et notes par F. Lessay, dans Hérésie et histoire, Œuvres traduites. T. XII-1, Paris, Vrin, 1993, 17-55.

## Naissances
- 12 novembre : Mary Astell, morte le 11 mai 1731, est une théologienne anglaise.

## Décès
- Louis de La Forge, né en 1632 à La Flèche et mort en 1666 à Saumur, est un philosophe français.